# Mariano Stabile (politico)
Mariano Stabile (Palermo, 25 gennaio 1806 – Palermo, 10 luglio 1863) è stato un patriota e politico italiano.

## Biografia
Compì studi in matematica ed economia politica.
Intransigente antiborbonico, fu segretario generale del Comitato che promosse l'insurrezione palermitana del gennaio 1848, che diede il via alla cosiddetta Primavera dei popoli.
Fu ministro degli Esteri, Agricoltura e Commercio del Regno di Sicilia durante la rivoluzione siciliana del 1848, e nei primi mesi del 1849 guidò il dicastero della Guerra.
Esiliato con il ritorno dei Borbone, fu autore di accesa propaganda dall'estero, con lettere di notevole impegno ed acume politico, come anche quelle di Emerico Amari, di Domenico Peranni, di Filippo Parlatore, di Francesco Paolo Perez e di Vincenzo Fardella.
Tornò in Sicilia dopo lo sbarco a Marsala dei Mille. Il 19 ottobre 1860 durante la dittatura di Garibaldi in Sicilia fu nominato vice presidente del "Consiglio straordinario di Stato".
Fu quindi Sindaco di Palermo per un anno, dal luglio 1862 fino alla morte, avvenuta il 10 luglio 1863.

### Omaggi
Una delle vie principali del centro di Palermo è intitolata a suo nome. La città di Palermo gli ha inoltre eretto tre busti, uno nel Palazzo di Città, uno al Giardino Inglese e il terzo nel Museo del Risorgimento. Il suo mausoleo, disegnato da Giuseppe Damiani Almeyda, si trova nel cimitero di Santa Maria di Gesù.